# 68-ма паралель південної широти
68-ма паралель південної широти — лінія широти, що лежить на 68 градусів південніше земної екваторіальної площини. Вона проходить через Південний океан та Антарктиду.
На цій широті під час літнього сонцестояння сонце видно 24 години (полярний день), а під час зимового сонцестояння протягом доби тривають цивільні сутінки.

## Список географічних об'єктів, що перетинає 68° пд. ш
Починаючи з Гринвіцького меридіану та рухаючись на схід, 68-ма паралель південної широти проходить через:
| Координати                                                   | Континент або океан                                | Примітки |
| ------------------------------------------------------------ | -------------------------------------------------- | --- |
| 68°0′ пд. ш. 0°0′ сх. д. / 68.000° пд. ш. 0.000° сх. д.      | Південний океан На південь від Атлантичного океана | Море Короля Гокона VII |
| 68°0′ пд. ш. 44°3′ сх. д. / 68.000° пд. ш. 44.050° сх. д.    | Антарктида                                         | Проходить через Землю Королеви Мод (претендує Норвегія) |
| 68°0′ пд. ш. 45°0′ сх. д. / 68.000° пд. ш. 45.000° сх. д.    | Антарктида                                         | Проходить через Землю Ендербі (претендує Австралія) Проходить через Землю Кемпа (претендує Австралія) Проходить через Землю Мак-Робертсона (претендує Австралія)                                                                      |
| 68°0′ пд. ш. 70°45′ сх. д. / 68.000° пд. ш. 70.750° сх. д.   | Південний океан На південь від Індійського океана  | Море Співдружності — проходить через затоку Прюдс |
| 68°0′ пд. ш. 80°3′ сх. д. / 68.000° пд. ш. 80.050° сх. д.    | Антарктида                                         | Проходить через Землю принцеси Єлизавети (претендує Австралія) Проходить через Землю Вільгельма II (претендує Австралія) Проходить через Землю Королеви Мері (претендує Австралія) Проходить через Землю Вілкса (претендує Австралія) |
| 68°0′ пд. ш. 136°0′ сх. д. / 68.000° пд. ш. 136.000° сх. д.  | Антарктида                                         | Проходить через Землю Аделі (претендує Франція) |
| 68°0′ пд. ш. 142°0′ сх. д. / 68.000° пд. ш. 142.000° сх. д.  | Антарктида                                         | Проходить через Землю Георга V[en] (претендує Австралія) |
| 68°0′ пд. ш. 148°31′ сх. д. / 68.000° пд. ш. 148.517° сх. д. | Південний океан На південь від Тихого океана       | |
| 68°0′ пд. ш. 67°13′ зх. д. / 68.000° пд. ш. 67.217° зх. д.   | Антарктида                                         | Проходить через Землю Олександра I та Антарктичний півострів (претендують Аргентина, Чилі та Велика Британія) |
| 68°0′ пд. ш. 60°6′ зх. д. / 68.000° пд. ш. 60.100° зх. д.    | Південний океан На південь від Атлантичного океана | Море Ведделла |